# K.Bay.Sts.B. Blatt 309

Ansichten zum offenen Güterwagen nach Blatt 309

Der K.Bay.Sts.B. Blatt 309 ist ein bayerischer Güterwagen. Dabei handelt es sich um einen zweiachsigen offenen Güterwagen nach dem Musterblatt 309 für die Königlich Bayerischen Staatseisenbahnen gemäß Wagenstandsverzeichnis von 1913. Der Wagentyp wurde in zwei Ausführungen, gebremst und ungebremst, gebaut.

## Geschichte
Die Wagen wurden in den Jahren 1859 bis 1860 in einer Serie von insgesamt 259 Stück für die Bayerische Ostbahn beschafft. Es handelte sich dabei um die weitere Beschaffung eines Wagens der Gattung ‚F‘. Mit der Übernahme der Ostbahn in die Bayerische Staatsbahn 1876 wurden die Wagen in den Wagenpark der Staatsbahn eingereiht und bekamen auch ein neues Nummernschema. Während bei den Staatsbahnwagen zu der Zeit noch offene Bremserstände bzw. Freisitzbremsen üblich waren, hatten die Ostbahn-Wagen schon halbgeschlossene Bremserhäuser.

## Konstruktive Merkmale

### Untergestell
In der Auslieferungsvariante der Wagen hatte das Untergestell eine Mischbauform aus eisernen Längsträgern und hölzernen Querträgern und Kopfschwellen. Nach der Übernahme in die Staatsbahn erhielten die Wagen im Rahmen von modernisierenden Umbauten in den Zentralwerkstätten in Regensburg und Nürnberg komplett aus Profileisen aufgebaute und genietete Rahmen. Die äußeren Längsträger hatten U-Form mit nach außen gerichteten Flanschen, ihre Höhe betrug 262 mm. Die Querträger waren ebenfalls aus U-Profilen und nicht gekröpft. Als Zugeinrichtung hatten die Wagen Schraubenkupplungen mit Sicherheitsbügeln. Die Auslieferungsvariante besaß noch Sicherheitsketten. Die Zugstange war durchgehend und mittig gefedert. Als Stoßeinrichtung besaßen die Wagen Stangenpuffer mit einer Einbaulänge von 612 mm. Die Pufferteller hatten einen Durchmesser von 370 mm.
Bei den gebremsten Wagen war der Wagenkasten einseitig um 600 mm verkürzt für die Bremserbühne. Diese ragte in der Höhe des Bremserhauses über den Puffer.

### Laufwerk
Die Wagen hatten aus Flacheisen geschmiedete Fachwerk-Achshalter der kurzen, geraden Bauform. Gelagert waren die Achsen in geteilten Gleitachslagern bayerischer Bauform. Die Räder hatten Speichenradkörper der Bauart 24 mit einem Raddurchmesser von 1.027 mm. Die Federung bestand in der Auslieferungsvariante aus sechs 1.109 mm langen Federeisen mit einem Querschnitt von 96 × 13 mm. Nach 1876 wurden die Federn aller Wagen verstärkt, um Ladegewicht und Tragfähigkeit zu erhöhen (10000/10500 kg → 12500/13125 kg). Dazu wurde die Anzahl der Federblätter auf acht erhöht.

### Wagenkasten
Bei den ungebremsten Wagen waren alle Seitenwände des Wagenkastens abbordbar. Bei einzelnen Wagen konnten die Seiten- und Stirnwände nur mit Hilfe von Werkzeugen abgebaut werden. Das Gerippe der Wagenwände bestand aus U- und Flachprofilen. Die Wagenwände hatten eine Stärke von 45 mm. Der der Boden des Laderaums hatte eine Stärke von 40 mm. Die Stirnseiten der Wagen waren oberhalb der Höhe der seitlichen Bordwände bis zur Höhe der Giebelbalken in dreieckiger Form hochgezogen. Der aufgelegte Giebelbalken bot die Möglichkeit, mittels Wagendecken nässeempfindliches Ladegut zu schützen.
Die beidseitigen Ladeöffnungen hatten zweiflügelige, nach außen zu öffnende Türen aus Holz mit eisernen Verstärkungen und einer lichten Ladebreite von 1.830 mm. Die seitlichen Bordwände waren bei allen Wagen 1.100 mm hoch, die Stirnwände hatten in der Spitze eine Höhe von 1.798 mm über Fußboden-Oberkante.
Bei den gebremsten Wagen stand das Bremserhaus auf der rechten Seite der Bremserplattform und ragte über die Kopfschwelle hinaus. Das Bremserhaus war von links her offen und zugänglich, die Handspindelbremse war fast mittig an der Stirnwand angebracht. Das Dach des Bremserhauses schloss mit der Giebelwand ab.

## Wagennummern
| Herstelldaten                | Herstelldaten                | Herstelldaten                | Wagennummern je Epoche                                                       | Wagennummern je Epoche                                                                                           | Wagennummern je Epoche  | Wagennummern je Epoche | Wagennummern je Epoche | Abmessungen | Abmessungen | Fahrwerk | Fahrwerk | Fahrwerk | Fahrwerk | Wände | Wände | Fassungsraum | Fassungsraum | Fassungsraum | Fassungsraum | Gewichte | Gewichte | Zusatzinfos | |
| Bau- jahr                    | Her- steller                 | Anz.                         | ab 1894                                                                      | ab 1909 (1907)                                                                                                   | DRG (ab 1923)           | DRG (ab 1930) | Aus- gemu- stert | LüP [mm] | Höhe über SOK [mm] | Anz. Achs. | Lenk- achs. | Achs- stand [mm] | Brem- sen | Stirn- wände | Seiten- wände | Lade- länge [mm] | Lade- breite [mm] | Boden- fläche m2 | Lade- raum m3 | Lade- gewicht [kg] | Eigen- gewicht [kg] | Bemerkungen | |
| Blatt-Nr. 308I (ehemals 203) | Blatt-Nr. 308I (ehemals 203) | Blatt-Nr. 308I (ehemals 203) | O.m.                                                                         | O.q. | Om                      | Om | | | | | (siehe Legende) | | (siehe Legende) | Wände abbordbar | Wände abbordbar | | | | | | | | |
| ---------------------------- | ---------------------------- | ---------------------------- | ---------------------------------------------------------------------------- | --- | ----------------------- | --- | --- | --- | --- | --- | --- | --- | --- | --- | --- | --- | --- | --- | --- | --- | --- | --- | --- |
| 1858/60                      |                              | 6                            | 52 175 52 176 52 178-52 181                                                  | Re 52 175 Re 52 176 Re 52 178-52 181                                                                             |                         | | | 7.924 | 3.100 | 2 | | 3.590 | | 2 | 2 | 6.610 | 2.420 | 15,8 | 17,4 | 12,5 | 5,4 – 7,1 | Bordhöhe 1.100 mm; | |
| 1858/60                      |                              | 8                            | 52 183-52 188 52 190 52 192                                                  | Re 52 183-52 188 Re 52 190 Re 52 192                                                                             |                         | | | 7.924 | 3.100 | 2 | | 3.590 | | 2 | 2 | 6.610 | 2.420 | 15,8 | 17,4 | 12,5 | 5,4 – 7,1 | Bordhöhe 1.100 mm; | |
| 1858/60                      |                              | 5                            | 52 195 52 197-52 200                                                         | Re 52 195 Re 52 197-52 200                                                                                       |                         | | | 7.924 | 3.100 | 2 | | 3.590 | | 2 | 2 | 6.610 | 2.420 | 15,8 | 17,4 | 12,5 | 5,4 – 7,1 | Bordhöhe 1.100 mm; | |
| 1858/60                      |                              | 14                           | 52 202-52 210 52 212-52 216                                                  | Re 52 202-52 210 Re 52 212-52 216                                                                                |                         | | | 7.924 | 3.100 | 2 | | 3.590 | | 2 | 2 | 6.610 | 2.420 | 15,8 | 17,4 | 12,5 | 5,4 – 7,1 | Bordhöhe 1.100 mm; | |
| 1858/60                      |                              | 18                           | 52 218-52 227 52 229-52 236                                                  | Re 52 218-52 227 Re 52 229-52 236                                                                                |                         | | | 7.924 | 3.100 | 2 | | 3.590 | | 2 | 2 | 6.610 | 2.420 | 15,8 | 17,4 | 12,5 | 5,4 – 7,1 | Bordhöhe 1.100 mm; | |
| 1858/60                      |                              | 12                           | 52 239-52 241 52 243-52 248 52 249 52 250-52 251                             | Re 52 239-52 241 Re 52 243-52 248 nicht.m.aufgeführt Re 52 250-52 251                                            |                         | | | 7.924 | 3.100 | 2 | | 3.590 | | 2 | 2 | 6.610 | 2.420 | 15,8 | 17,4 | 12,5 | 5,4 – 7,1 | Bordhöhe 1.100 mm; | |
| 1859                         |                              | 1                            | 52 253                                                                       | Re 52 253 |                         | | | 7.924 | 3.100 | 2 | | 3.210 | | 2 | 2 | 6.610 | 2.420 | 16,1 | 17,4 | 12,5 | 6,5 | Bordhöhe 1.100 mm; | |
| 1858/60                      |                              | 5                            | 52 255-52 259                                                                | Re 52 255-52 259                                                                                                 |                         | | | 7.924 | 3.100 | 2 | | 3.590 | | 2 | 2 | 6.610 | 2.420 | 15,7 | 17,3 | 12,5 | 5,4 – 7,1 | Bordhöhe 1.100 mm; | |
| 1858/60                      |                              | 11                           | 52 261-52 264 52 266-52 272                                                  | Re 52 261-52 264 52 266-52 272                                                                                   |                         | | | 7.924 | 3.100 | 2 | | 3.590 | | 2 | 2 | 6.610 | 2.420 | 15,7 | 17,3 | 12,5 | 5,4 – 7,1 | Bordhöhe 1.100 mm; | |
| 1858/60                      |                              | 4                            | 52 274-52 276 52 278                                                         | Re 52 274-52 276 nicht.m.aufgeführt                                                                              |                         | | | 7.924 | 3.100 | 2 | | 3.590 | | 2 | 2 | 6.610 | 2.420 | 15,7 | 17,3 | 12,5 | 5,4 – 7,1 | Bordhöhe 1.100 mm; | |
| 1858/60                      |                              | 11                           | 52 280-52 288 52 290-52 291                                                  | Re 52 280-52 288 52 290-52 291                                                                                   |                         | | | 7.924 | 3.100 | 2 | | 3.590 | | 2 | 2 | 6.610 | 2.420 | 15,7 | 17,3 | 12,5 | 5,4 – 7,1 | Bordhöhe 1.100 mm; | |
| 1858/60                      |                              | 13                           | 52 294 52 296 52 297-52 298 52 299 52 300 52 301-52 304 52 305 52 306-52 307 | nicht.m.aufgeführt Re 52 297-52 298 nicht.m.aufgeführt Re 52 300 nicht.m.aufgeführt Re 52 305 nicht.m.aufgeführt |                         | | | 7.924 | 3.100 | 2 | | 3.590 | BrH | 2 | 2 | 6.610 | 2.420 | 14,6 | 16,0 | 12,5 | 6,0 – 7,3 | Bordhöhe 1.100 mm; | |
| 1858/60                      |                              | 7                            | 52 315 52 317 52 319 52 320 52 321-52 323                                    | Re 52 315 nicht.m.aufgeführt 52 320 nicht.m.aufgeführt                                                           |                         | | | 7.924 | 3.100 | 2 | | 3.590 | BrH | 2 | 2 | 6.610 | 2.420 | 14,6 | 16,0 | 12,5 | 6,0 – 7,3 | Bordhöhe 1.100 mm; | |
| 1858/60                      |                              | 4                            | 52 325 52 327 52 328 52 330                                                  | nicht.m.aufgeführt Re 52 327 nicht.m.aufgeführt                                                                  |                         | | | 7.924 | 3.100 | 2 | | 3.590 | BrH | 2 | 2 | 6.610 | 2.420 | 14,6 | 16,0 | 12,5 | 6,0 – 7,3 | Bordhöhe 1.100 mm; | |
| 1858/60                      |                              | 4                            | 52 331 52 333-52 334 52 335                                                  | nicht.m.aufgeführt Re 52 333-52 334 nicht.m.aufgeführt                                                           |                         | | | 7.924 | 3.100 | 2 | | 3.590 | BrH | 2 | 2 | 6.610 | 2.420 | 14,6 | 16,0 | 12,5 | 6,0 – 7,3 | Bordhöhe 1.100 mm; | |
| Legende Bremsen              | Legende Bremsen              | Legende Bremsen              | Legende Bremsen                                                              | Handbremstypen                                                                                                   | Handbremstypen          | BrH = Bremserhaus; Pl = Handbremse auf Plattform; Fsbr = Freisitzbremse | BrH = Bremserhaus; Pl = Handbremse auf Plattform; Fsbr = Freisitzbremse | BrH = Bremserhaus; Pl = Handbremse auf Plattform; Fsbr = Freisitzbremse | BrH = Bremserhaus; Pl = Handbremse auf Plattform; Fsbr = Freisitzbremse | BrH = Bremserhaus; Pl = Handbremse auf Plattform; Fsbr = Freisitzbremse | BrH = Bremserhaus; Pl = Handbremse auf Plattform; Fsbr = Freisitzbremse | BrH = Bremserhaus; Pl = Handbremse auf Plattform; Fsbr = Freisitzbremse | BrH = Bremserhaus; Pl = Handbremse auf Plattform; Fsbr = Freisitzbremse | BrH = Bremserhaus; Pl = Handbremse auf Plattform; Fsbr = Freisitzbremse | BrH = Bremserhaus; Pl = Handbremse auf Plattform; Fsbr = Freisitzbremse | BrH = Bremserhaus; Pl = Handbremse auf Plattform; Fsbr = Freisitzbremse | BrH = Bremserhaus; Pl = Handbremse auf Plattform; Fsbr = Freisitzbremse | BrH = Bremserhaus; Pl = Handbremse auf Plattform; Fsbr = Freisitzbremse | BrH = Bremserhaus; Pl = Handbremse auf Plattform; Fsbr = Freisitzbremse | BrH = Bremserhaus; Pl = Handbremse auf Plattform; Fsbr = Freisitzbremse | BrH = Bremserhaus; Pl = Handbremse auf Plattform; Fsbr = Freisitzbremse | BrH = Bremserhaus; Pl = Handbremse auf Plattform; Fsbr = Freisitzbremse | BrH = Bremserhaus; Pl = Handbremse auf Plattform; Fsbr = Freisitzbremse |
|                              |                              |                              |                                                                              | Druckluftbremsen                                                                                                 | Druckluftbremsen        | Hnbr = Henri-Bremse; Hsbr = Henri-Schnellbremse; Kp. = Knorr-Bremse; Sbr. = Schleifer-Bremse; Ssbr = Schleifer-Schnellbremse; Wbr = Westinghouse-Bremse; Wsbr = Westinghouse-Schnellbremse; | Hnbr = Henri-Bremse; Hsbr = Henri-Schnellbremse; Kp. = Knorr-Bremse; Sbr. = Schleifer-Bremse; Ssbr = Schleifer-Schnellbremse; Wbr = Westinghouse-Bremse; Wsbr = Westinghouse-Schnellbremse; | Hnbr = Henri-Bremse; Hsbr = Henri-Schnellbremse; Kp. = Knorr-Bremse; Sbr. = Schleifer-Bremse; Ssbr = Schleifer-Schnellbremse; Wbr = Westinghouse-Bremse; Wsbr = Westinghouse-Schnellbremse; | Hnbr = Henri-Bremse; Hsbr = Henri-Schnellbremse; Kp. = Knorr-Bremse; Sbr. = Schleifer-Bremse; Ssbr = Schleifer-Schnellbremse; Wbr = Westinghouse-Bremse; Wsbr = Westinghouse-Schnellbremse; | Hnbr = Henri-Bremse; Hsbr = Henri-Schnellbremse; Kp. = Knorr-Bremse; Sbr. = Schleifer-Bremse; Ssbr = Schleifer-Schnellbremse; Wbr = Westinghouse-Bremse; Wsbr = Westinghouse-Schnellbremse; | Hnbr = Henri-Bremse; Hsbr = Henri-Schnellbremse; Kp. = Knorr-Bremse; Sbr. = Schleifer-Bremse; Ssbr = Schleifer-Schnellbremse; Wbr = Westinghouse-Bremse; Wsbr = Westinghouse-Schnellbremse; | Hnbr = Henri-Bremse; Hsbr = Henri-Schnellbremse; Kp. = Knorr-Bremse; Sbr. = Schleifer-Bremse; Ssbr = Schleifer-Schnellbremse; Wbr = Westinghouse-Bremse; Wsbr = Westinghouse-Schnellbremse; | Hnbr = Henri-Bremse; Hsbr = Henri-Schnellbremse; Kp. = Knorr-Bremse; Sbr. = Schleifer-Bremse; Ssbr = Schleifer-Schnellbremse; Wbr = Westinghouse-Bremse; Wsbr = Westinghouse-Schnellbremse; | Hnbr = Henri-Bremse; Hsbr = Henri-Schnellbremse; Kp. = Knorr-Bremse; Sbr. = Schleifer-Bremse; Ssbr = Schleifer-Schnellbremse; Wbr = Westinghouse-Bremse; Wsbr = Westinghouse-Schnellbremse; | Hnbr = Henri-Bremse; Hsbr = Henri-Schnellbremse; Kp. = Knorr-Bremse; Sbr. = Schleifer-Bremse; Ssbr = Schleifer-Schnellbremse; Wbr = Westinghouse-Bremse; Wsbr = Westinghouse-Schnellbremse; | Hnbr = Henri-Bremse; Hsbr = Henri-Schnellbremse; Kp. = Knorr-Bremse; Sbr. = Schleifer-Bremse; Ssbr = Schleifer-Schnellbremse; Wbr = Westinghouse-Bremse; Wsbr = Westinghouse-Schnellbremse; | Hnbr = Henri-Bremse; Hsbr = Henri-Schnellbremse; Kp. = Knorr-Bremse; Sbr. = Schleifer-Bremse; Ssbr = Schleifer-Schnellbremse; Wbr = Westinghouse-Bremse; Wsbr = Westinghouse-Schnellbremse; | Hnbr = Henri-Bremse; Hsbr = Henri-Schnellbremse; Kp. = Knorr-Bremse; Sbr. = Schleifer-Bremse; Ssbr = Schleifer-Schnellbremse; Wbr = Westinghouse-Bremse; Wsbr = Westinghouse-Schnellbremse; | Hnbr = Henri-Bremse; Hsbr = Henri-Schnellbremse; Kp. = Knorr-Bremse; Sbr. = Schleifer-Bremse; Ssbr = Schleifer-Schnellbremse; Wbr = Westinghouse-Bremse; Wsbr = Westinghouse-Schnellbremse; | Hnbr = Henri-Bremse; Hsbr = Henri-Schnellbremse; Kp. = Knorr-Bremse; Sbr. = Schleifer-Bremse; Ssbr = Schleifer-Schnellbremse; Wbr = Westinghouse-Bremse; Wsbr = Westinghouse-Schnellbremse; | Hnbr = Henri-Bremse; Hsbr = Henri-Schnellbremse; Kp. = Knorr-Bremse; Sbr. = Schleifer-Bremse; Ssbr = Schleifer-Schnellbremse; Wbr = Westinghouse-Bremse; Wsbr = Westinghouse-Schnellbremse; | Hnbr = Henri-Bremse; Hsbr = Henri-Schnellbremse; Kp. = Knorr-Bremse; Sbr. = Schleifer-Bremse; Ssbr = Schleifer-Schnellbremse; Wbr = Westinghouse-Bremse; Wsbr = Westinghouse-Schnellbremse; | Hnbr = Henri-Bremse; Hsbr = Henri-Schnellbremse; Kp. = Knorr-Bremse; Sbr. = Schleifer-Bremse; Ssbr = Schleifer-Schnellbremse; Wbr = Westinghouse-Bremse; Wsbr = Westinghouse-Schnellbremse; |
|                              |                              |                              |                                                                              | Saugluftbremsen                                                                                                  | Saugluftbremsen         | Hbr = Hardy-Bremse; Ahbr = Autom. Hardy-Vacuumbremse | Hbr = Hardy-Bremse; Ahbr = Autom. Hardy-Vacuumbremse | Hbr = Hardy-Bremse; Ahbr = Autom. Hardy-Vacuumbremse | Hbr = Hardy-Bremse; Ahbr = Autom. Hardy-Vacuumbremse | Hbr = Hardy-Bremse; Ahbr = Autom. Hardy-Vacuumbremse | Hbr = Hardy-Bremse; Ahbr = Autom. Hardy-Vacuumbremse | Hbr = Hardy-Bremse; Ahbr = Autom. Hardy-Vacuumbremse | Hbr = Hardy-Bremse; Ahbr = Autom. Hardy-Vacuumbremse | Hbr = Hardy-Bremse; Ahbr = Autom. Hardy-Vacuumbremse | Hbr = Hardy-Bremse; Ahbr = Autom. Hardy-Vacuumbremse | Hbr = Hardy-Bremse; Ahbr = Autom. Hardy-Vacuumbremse | Hbr = Hardy-Bremse; Ahbr = Autom. Hardy-Vacuumbremse | Hbr = Hardy-Bremse; Ahbr = Autom. Hardy-Vacuumbremse | Hbr = Hardy-Bremse; Ahbr = Autom. Hardy-Vacuumbremse | Hbr = Hardy-Bremse; Ahbr = Autom. Hardy-Vacuumbremse | Hbr = Hardy-Bremse; Ahbr = Autom. Hardy-Vacuumbremse | Hbr = Hardy-Bremse; Ahbr = Autom. Hardy-Vacuumbremse | Hbr = Hardy-Bremse; Ahbr = Autom. Hardy-Vacuumbremse |
| Legende Lenkachsen           | Legende Lenkachsen           | Legende Lenkachsen           | Legende Lenkachsen                                                           | Bauarten der Lenkachsen                                                                                          | Bauarten der Lenkachsen | A4 = Länderbahnversion A4; V = Vereinslenkachse (VDEV) | A4 = Länderbahnversion A4; V = Vereinslenkachse (VDEV) | A4 = Länderbahnversion A4; V = Vereinslenkachse (VDEV) | A4 = Länderbahnversion A4; V = Vereinslenkachse (VDEV) | A4 = Länderbahnversion A4; V = Vereinslenkachse (VDEV) | A4 = Länderbahnversion A4; V = Vereinslenkachse (VDEV) | A4 = Länderbahnversion A4; V = Vereinslenkachse (VDEV) | A4 = Länderbahnversion A4; V = Vereinslenkachse (VDEV) | A4 = Länderbahnversion A4; V = Vereinslenkachse (VDEV) | A4 = Länderbahnversion A4; V = Vereinslenkachse (VDEV) | A4 = Länderbahnversion A4; V = Vereinslenkachse (VDEV) | A4 = Länderbahnversion A4; V = Vereinslenkachse (VDEV) | A4 = Länderbahnversion A4; V = Vereinslenkachse (VDEV) | A4 = Länderbahnversion A4; V = Vereinslenkachse (VDEV) | A4 = Länderbahnversion A4; V = Vereinslenkachse (VDEV) | A4 = Länderbahnversion A4; V = Vereinslenkachse (VDEV) | A4 = Länderbahnversion A4; V = Vereinslenkachse (VDEV) | A4 = Länderbahnversion A4; V = Vereinslenkachse (VDEV) |